# Aeroportul Kalemie
Aeroportul Kalemie (IATA: FMI, ICAO: FZRF) este un aeroport din Kalemie, Provincia Tanganyika, Republica Democratică Congo ce deservește zona Kalemie. A fost numit după zona deservită.
Situat la o altitudine de 783 m, aeroportul dispune de o singură pistă.